# Danse avec les Schtroumpfs
 (juin 2011).
Si vous disposez d'ouvrages ou d'articles de référence ou si vous connaissez des sites web de qualité traitant du thème abordé ici, merci de compléter l'article en donnant les références utiles à sa vérifiabilité et en les liant à la section « Notes et références ».
Danse avec les Schtroumpfs (Dances with Smurfs en VO) est le 13e épisode de la saison 13 de la série télévisée South Park.
Cet épisode a pour personnages principaux Eric Cartman, Wendy Testaburger et Butters Stotch. Cartman fait les annonces matinales à l'école et est bien décidé à révéler sa vérité sur Wendy Testaburger.
L'épisode traite du métier de commentateur politique et des dérives de cette profession aux États-Unis, notamment en référence aux prises de positions acerbes de Glenn Beck.

## Résumé
À la suite de l'assassinat de l'élève chargé des annonces matinales, Cartman reprend sa place. Rapidement les annonces deviennent une critique de l'école et surtout de Wendy, la présidente des élèves. Petit à petit, Cartman transforme les annonces en une émission politique et ses attaques contre Wendy deviennent de plus en plus violentes et outrancières. Dans un premier temps, la présidente décide de ne pas réagir, car selon elle ce serait leur donner trop d'importance.
Mais Cartman va jusqu'à affirmer que Wendy a fait détruire le village des schtroumpfs et massacrer ses habitants. Cette fois-ci, Wendy décide de réagir et accepte de participer à l'émission des annonces matinales. Au cours de l'entretien, elle entre dans le jeu de Cartman et affirme qu'elle l'avait envoyé infiltrer le village des schtoumpfs mais qu'elle n'avait pas prévu qu'il tombe amoureux de la schtroumpfette, son but étant de récupérer les "schtroumpfboises" pour subvenir aux besoins de l'école. Elle affirme avoir confessé tout cela dans un livre, dont elle a cédé les droits d'adaptation à James Cameron pour son film Avatar, ce qui déclenche la fureur de Cartman. Sur ce, elle décide de démissionner de son poste de présidente, et propose Cartman pour la remplacer.
Devenu président, il ne peut plus faire les annonces matinales et est donc remplacé à ce poste. Le nouveau présentateur se met lui aussi à critiquer Cartman. Il éclate alors en sanglots et dit qu'il fait de son mieux à son poste.

## Réception critique
Si la plupart des critiques admettent que Glenn Beck était une cible facile, la plupart des critiques américains ont apprécié l'épisode. Sur TV.com, l'épisode récolte une note proche de 9/10 comme la plupart des épisodes de la saison. IGN lui donne la meilleure note de la saison (8.6/10) et le A.V Club de Sean O'Neal lui donne un A- « Beck est une cible facile mais la série a assumé cette parodie avec suffisamment du surréalisme typique à South Park et sans humour lourdingue des habituels épisodes commentant les évènements courants » et Carlos Delgado de iF Magazine lui donne un B- avec le commentaire « Acéré, intelligent et poignant ».[réf. nécessaire]